# Wies Pée
Aloysius Martinus (Wies) Pée (Dendermonde, 13 juli 1911 – Antwerpen, 2 mei 1990) was een Belgisch componist, organist en muziekpedagoog.
Hij kreeg muziekopleiding aan de muziekacademie in zijn geboorteplaats. In de periode 1920-1926 genoot hij er lessen in onder andere notenleer en viool. De vioolstudie werd aangevuld met privélessen bij Arthur Ghysbrechts. Verdere studies vonden plaats aan het Lemmensinstituut te Mechelen (1935, laureaat) en bij Lodewijk Mortelmans, Gaston Feremans, Paul Gilson en op het orgel bij Flor Peeters. In het seizoen 1938-1939 was hij nog student aan de Rijksuniversiteit Gent; hij volgde muziekgeschiedenis bij Floris van der Mueren. In die periode behaalde hij zijn diploma’s zangleraar eerste graad (1937) en tweede graad (1939). In 1937 was hij betrokken bij de oprichting van het Willemsfondsorkest. Al tijdens zijn opleiding begon hij zelf met lesgeven. Er volgden de muziekacademie Dendermonde (1938-1939), middelbare school in Gent (1938-1943) , Blankeberge (1938-1940) en het koninklijk atheneum en het Koninklijk Conservatorium Gent (1938-1943). Tijdens de Tweede Wereldoorlog maakt hij een studiereis naar Nazi-Duitsland voor een studie volksmuziek. Hij studeerde in die periode 1943-1945 orkestratie bij Wilhelm Furtwängler.
Eenmaal terug in België moest hij een tijd doorbrengen in Hechteniskamp Lokeren, waar hij ook zijn docent Feremans verbleef.
Tussen 1947 of 1949 en 1952 was hij organist van de Sint-Pieterskerk in Leuven; hetgeen werd opgevolgd door eenzelfde functie aan de Sint-Amanduskerk in Antwerpen. Hij was in Leuven betrokken bij de oprichting van het studentenkoor de Kegelaar, dat alleen Vlaamse muziek uitvoerde en De Bachvereniging voor muziek uit  de barokperiode als ook de muziek uit de 20e eeuw.
Vanaf 1952 volgden weer opleidingsinstituten, ditmaal te Heverlee (1952-1964), Alsemberg (1954-1964) en Brussel (Sint-Thomasinstituut, 1955-1977. Hij was betrokken bij ANZ-cursussen (Algemeen Nederlands Zangverbond), liederenavonden met Vlaamse muziek, pedagogische artikelen in tijdschriften en encyclopedieën, voordrachten en Dagen van het Vlaamse Lied.
Van hem is een aantal werken bekend, hij schreef liederen, koorwerken en orkestbewerkingen voor allerlei gezelschappen. Te noemen zijn (aan de hand van de lijst van Gudrun Pée) :
- 1945: Missa in honorem Sanctae Titae voor gemengd koor en orkest
- 1946: Mis van deemoed, zang en orgel
- 1946: Missa Spei, zang en orgel
- 1949: Klein Duimpje, balletmuziek voor piano
- 1951: Een kinderleven, cantate voor solisten, koor en orkest
- 1951: Peter Benoit Herdenking voor solisten, koor en orkest
- 1951: Fuga op Reuzelied voor piano
- 1951: Vlaamse wals voor piano
- 1951: Kerstnovelle voor piano
- 1951: IJsintermezzo voor piano
- 1952: Gebed voor de slag voor koor en orkest
- 1953: Lutgart-oratorium voor solisten, koor en orkest
- 1957: Rodenbachspel, voor solisten, koor (massazang) en orkest
- 1980: Aan mevrouw Dosfel voor begeleid vrouwenkoor

Voorts schreef hij de publicatie uit 1943: Volledig theorieboek voor het muziekonderricht
Pée werd gecremeerd op Schoonselhof.